# پل ادینگتون
پل ادینگتون (انگلیسی: Paul Eddington؛ ۱۸ ژوئن ۱۹۲۷ – ۴ نوامبر ۱۹۹۵) یک هنرپیشه و کمدین اهل بریتانیا بود.
او از بازیگران اصلی «بنی هیل شو» بود و در مجموعه تلویزیونی بله آقای وزیر و فیلم تاب‌آوردن شیطان نیز هنرنمایی کرده بود. او در فیلم آقای بلاندن شگفت‌انگیز بازی کرده است.
او در سال ۱۹۸۷ میلادی موفق به دریافت «فرماندهِ رتبهٔ امپراتوری بریتانیا» شد.